# Aquila (Biblia-fordító)

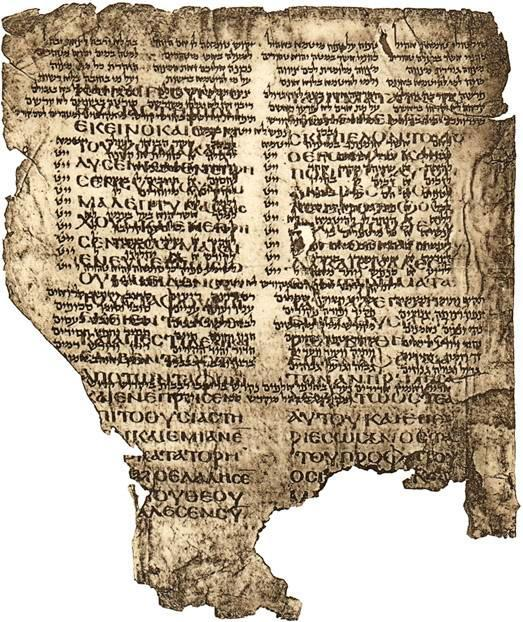
Palimpszeszt kézirat Aquila bibliafordításával

Aquila Ponticus (2. század) görög szentírásfordító.
Aquila pontoszi görög tudós volt, aki Hadrianus római császár idején – a monda szerint a császár vejeként – a rómaiak által lerombolt Jeruzsálem helyreállításával volt megbízva. Aquila eredetileg pogány volt, aki előbb kereszténnyé lett, majd később áttért a zsidó hitre. A régi zsidó irodalomban mint Aquila prozelita szerepel (Ákilászháger). Szent Epiphaniosz szerint Aquila gyűlölte a kereszténységet, Szent Jeromos azonban dicsérte becsületességéért.
Műve a 2. század közepén készült, Ószövetségnek szorosan a héber szöveghez ragaszkodó, lehetőleg szó szerinti való görög fordítása, mely nevét viseli. Fordítása Akiba rabbi nézeteit tükrözi: szolgaian utánozta a héber eredetit, teljesen figyelmen kívül hagyta a görög nyelv törvényeit, s attól sem riadt vissza, hogy a fordítás helyenként teljesen értelmetlenné váljon vagy éppenséggel más, ellenkező értelmet kapjon. A mű pontosságért ugyanakkor nagy tiszteletben állt a zsidók előtt, akik a Septuagintánál többre is becsülték. Később elveszett, töredékeit Órigenész Hexaplája tartotta fenn napjainkra.